# Leibertingen
Leibertingen este o comună din landul Baden-Württemberg, Germania.

## Localități componente
| Stemă                 | Localitate             | Locuitori |
| --------------------- | ---------------------- | --------- |
| Leibertingen          | Leibertingen (Kernort) | 695       |
| Kein Wappen Verfügbar | Altheim                | 260       |
| Kreenheinstetten      | Kreenheinstetten       | 689       |
| Thalheim              | Thalheim               | 655       |